# 亞姆皮利奇克河
亞姆皮利奇克河（烏克蘭語：Ямпільчик），是烏克蘭西部的河流，屬於日萬奇克河的支流。該河流經赫梅利尼茨基州的卡緬涅茨-波多利斯基區，河道全長18公里，流域面積55.9平方公里。